# Leiobunum mirum
Leiobunum mirum is een hooiwagen uit de familie Sclerosomatidae.